# Afrik Air Links
Afrik Air Links war eine im westafrikanischen Sierra Leone registrierte Fluggesellschaft. Sie wurde 1991 gegründet und bestand bis 2005.

## Flotte
Die Flugzeugflotte von Afrik Air Links bestand aus mindestens zwei Maschinen:
- Jakowlew Jak-40
- Tupolew Tu-134A